# Border Reiver
Border Reiver è un brano musicale di Mark Knopfler, distribuito come singolo nel 2009; è inoltre la traccia d'apertura dell'album Get Lucky.
Per interpretare il pezzo in studio, il musicista ha scelto una Fender Telecaster, mentre in concerto ha fatto ricorso a una Fender Stratocaster; la canzone è stata proposta dal vivo durante il Get Lucky Tour.